# Studiolo de Federico de Montefeltro

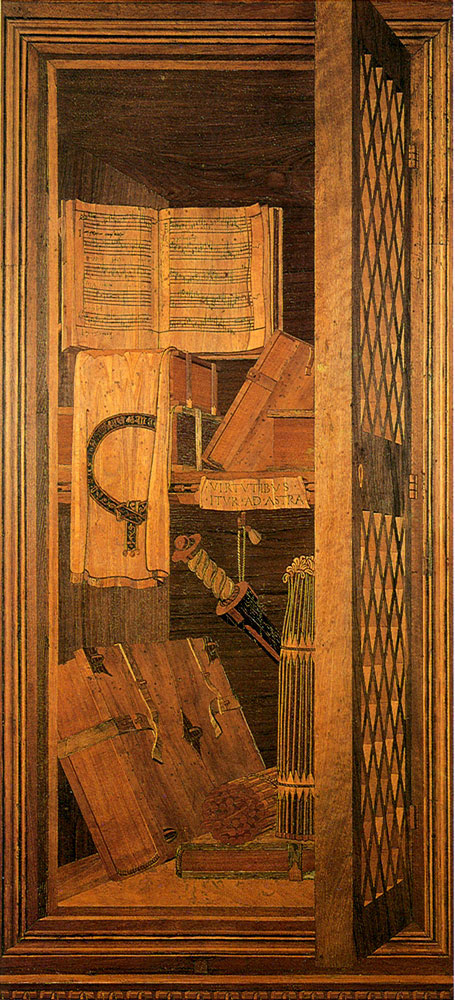
Bendecido de Maiano (atribución), Tarsia del Studiolo

El Studiolo de Federico da Montefeltro es uno de los espacios más célebres del Palacio Ducal de Urbino, ya que, más allá de que ser una obra maestra por sí, es el único ambiente interior del palacio conservado íntegramente, permitiendo admirar el gusto fastuoso de la corte de Federico. Se realizó entre el año 1473 y el 1476, por artistas flamencos expresamente llamados a la corte ducal. Con ellos trabajaron varios artistas italianos, entre los cuales quizás también se encuentre el célebre Melozzo da Forlì.

## Arquitectura y decoración
El studiolo se encuentra la parte noble del palacio y era el estudio privado del Duque. El techo está realizado mediante casetones dorados. El trabajo con la madera, mezclando diseños reales y fantásticos crean un efecto visual maravilloso en el espectador.

### Los detalles

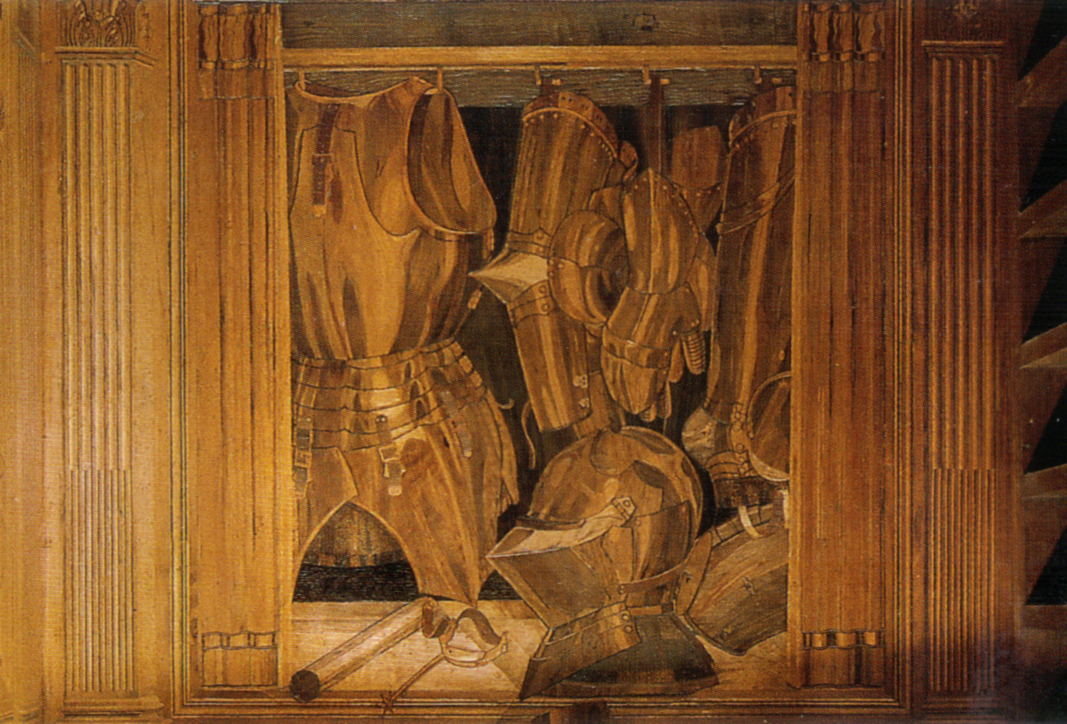
Baccio Pontelli
Detalle con las Armas del Duque

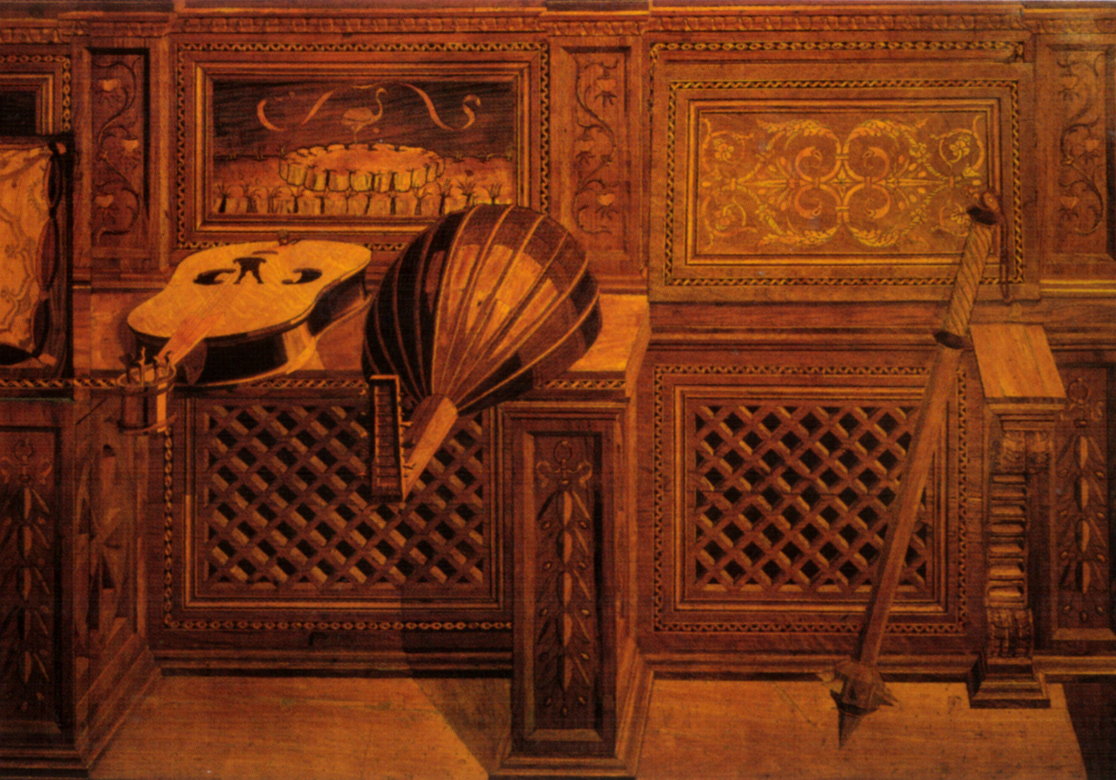
Bendecido, Giuliano de Maiano detalle del Studiolo

- Datos: Q3501046
- Multimedia: Studiolo di Federico da Montefeltro / Q3501046